# Gabriele Adinolfi
Gabriele Adinolfi (* 3. Januar 1954 in Rom) ist ein italienischer Publizist und neofaschistischer Aktivist. Er zählt zu den führenden Ideologen der extremen Rechten in Europa.

## Leben
Gabriele Adinolfi war während der 1968er Jahre im Umfeld der neofaschistischen Partei Movimento Sociale Italiano aktiv. In den 1970er Jahren trat er dann rechtsextremistischen Organisationen wie Avanguardia Nazionale bei. Zusammen mit Roberto Fiore und Giuseppe Dimitri gründete er 1976 die neofaschistische Organisation Lotta Studentesca, die sich später Terza Posizione nannte. Diese verfolgte antikapitalistische Ziele. Aus ihr ging die rechtsterroristische Nuclei Armati Rivoluzionari (NAR) hervor. Im Zusammenhang mit den Ermittlungen beim Anschlag von Bologna 1980 wurde gegen ihn ein Haftbefehl ausgestellt. Seine Gruppe wurde verboten und er ging für 20 Jahre nach Frankreich ins Exil. 1992 gründete er in Paris verschiedene Zeitschriften u. a. Orion und Rinascita. Außerdem installierte er den politischen Blog Noreporter. Nach dem Tod seines Geschäftspartners Walter Spedicato stellte er die Publikation ein. Nach Verjährung des Falles 2000 kehrte er nach Italien zurück. Derzeit ist er für das Orion-Magazin und die Webseite NoReporter verantwortlich und leitet die Denkfabrik Centro Studi Polaris. Außerdem ist er Autor mehrerer Bücher über den sogenannten Dritten Weg.
2013 war er als Gast in das Programm der von Götz Kubitschek organisierten neurechten Messe Zwischentag eingebunden.
Wie der Historiker Andrea Mammone herausstrich, war der „Ideologe“ Gabriele Adinolfi neben dem Franzosen Christian Bouchet maßgeblich an der Verbreitung faschistischer Ideen in Frankreich beteiligt. Nach dem Politikwissenschaftler Markus K. Grimm unternahm Adinolfi in letzter Zeit den erfolglosen Versuch, die „Skin- und Ultra-Gruppen“ zu einer sogenannten „Nationalen Bewegung“ zusammenzuschließen. Ideologisch bewegte er sich zwischen Terza Posizione und Nationalsozialismus. Für den Politikwissenschaftler José Pedro Zúquete gehöre er zu den Führern der neofaschistischen italienischen Organisation CasaPound. Der Rechtsextremismusforscher Helmut Kellershohn sieht ihn als einen „Vordenker“ von CasaPound.
Sein Sohn Carlomanno Adinolfi ist Chefredakteur von Occidentale.

## Schriften (Auswahl)
- Noi, Terza posizione. Settimo sigillo, Rom 2000.
- Nuovo ordine mondiale: tra imperialismo e impero. Barbarossa, Mailand 2002.
- Nos belles années de plomb: la droite radicale italienne dans l'orage de la lutte armée et de l'exil. l'Aencre, Paris 2004.
- Tortuga: l'isola che non c'è: pensieri non conformi di lotta e vittoria. Barbarossa, Mailand 2008.